# Nenngröße TY
In der Nenngröße TY werden derzeit sämtliche Modellbahnmaßstäbe kleiner als Nenngröße T (1:480) zusammengefasst. Man nennt dies auch Nano Model Railroading. Die Nenngröße ist gleichsam der Nenngrößen ZZ und T nicht genormt, gehört aber ins Portfolio heutiger Modelleisenbahnen.
TY leitet sich von tiny (Englisch für winzig) ab.
Alle haben eine Eigenschaft gemeinsam, sie bewegen sich nicht mehr durch angetriebene Räder, sondern durch andere Technologien. Kritiker zählen diese kleinen Spuren deshalb nicht mehr zu den Modelleisenbahnen. Jedoch sind sie auch Modelle von großen Vorbildern oder als Fantasieprodukt immerhin noch Miniaturbahn.
Aktuell kennt man zwei verschiedene Maßstäbe:

## Tiny-Trains 1:900
Die Firma Tiny-Trains aus Lead in South Dakota, USA, vertreibt kleine Fertiganlagen im Maßstab 1:900. Angetrieben werden die Tiny-Trains durch ein umlaufendes Band unter der Anlage, also rein mechanisch. Fertiganlagen gibt es in den Abmessungen von etwa 10 Zentimeter mal 10 Zentimetern bis 35 Zentimeter mal 60 Zentimeter. Diese Anlagen sind aber relativ teuer, etwa im drei- bis vierstelligen Dollarbereich.

## Tiny Trains 1:1000
Die US-amerikanische Firma IDL Motors entwickelte auf Basis eines Linearmotors eine kleine Modelleisenbahn namens „Nano-Trains“ und vertreibt dieses Produkt sowohl in Form von verschiedenen Fertiganlagen als auch als Bausatz zur eigenen Gestaltung. Die winzigen Fahrzeuge verfügen über mehrpolige permanentmagnetische Bodenplatten und werden dadurch über die an eine Leiterplatte erinnernde Spulentrasse gezogen. Derzeit ist dies ein Oval von etwa 16 Zentimetern auf 11 Zentimetern. Gesteuert wird der Linearmotor durch ein kleines Bauteil, an dem man auch zwei Betriebsmodi einstellen kann: einfache Geschwindigkeit oder Zufallsgeschwindigkeit. Zusätzlich lässt sich auch ein Dampfloksound zuschalten, der jedoch nicht synchron zur Fahrzeugbewegung läuft. Der Dresdner Volkskunsthandwerker Volker Arnold (VA-Holzkunst) vertreibt dazu passend kleine Gebäudebausätze im Maßstab 1:1000. Interessant für Modelleisenbahner ist die Möglichkeit, eine solche kleine Anlage sowohl in den Nenngrößen I und II als Gartenbahn einzusetzen als auch in den Nenngrößen Z, ZZ und T als „kleines“ Car-System, indem man Modellfahrzeuge am Boden mit entsprechenden Magneten ausstattet. In Nenngrößen N und Z wäre ein solcher Nano-Train als Industrie- oder Parkbahn denkbar.

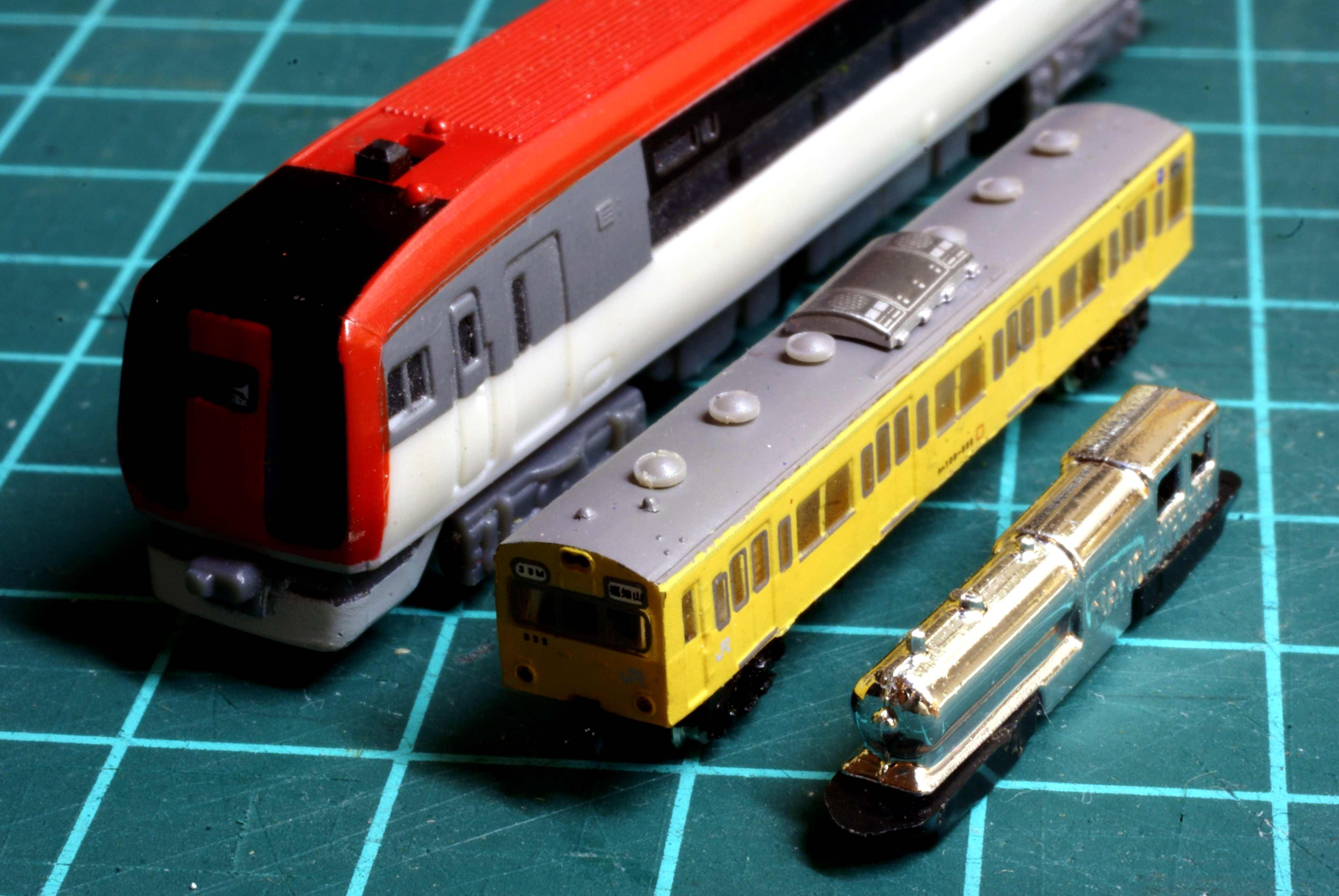
Züge der Spuren ZZ, T und TY im Vergleich auf cm-Raster
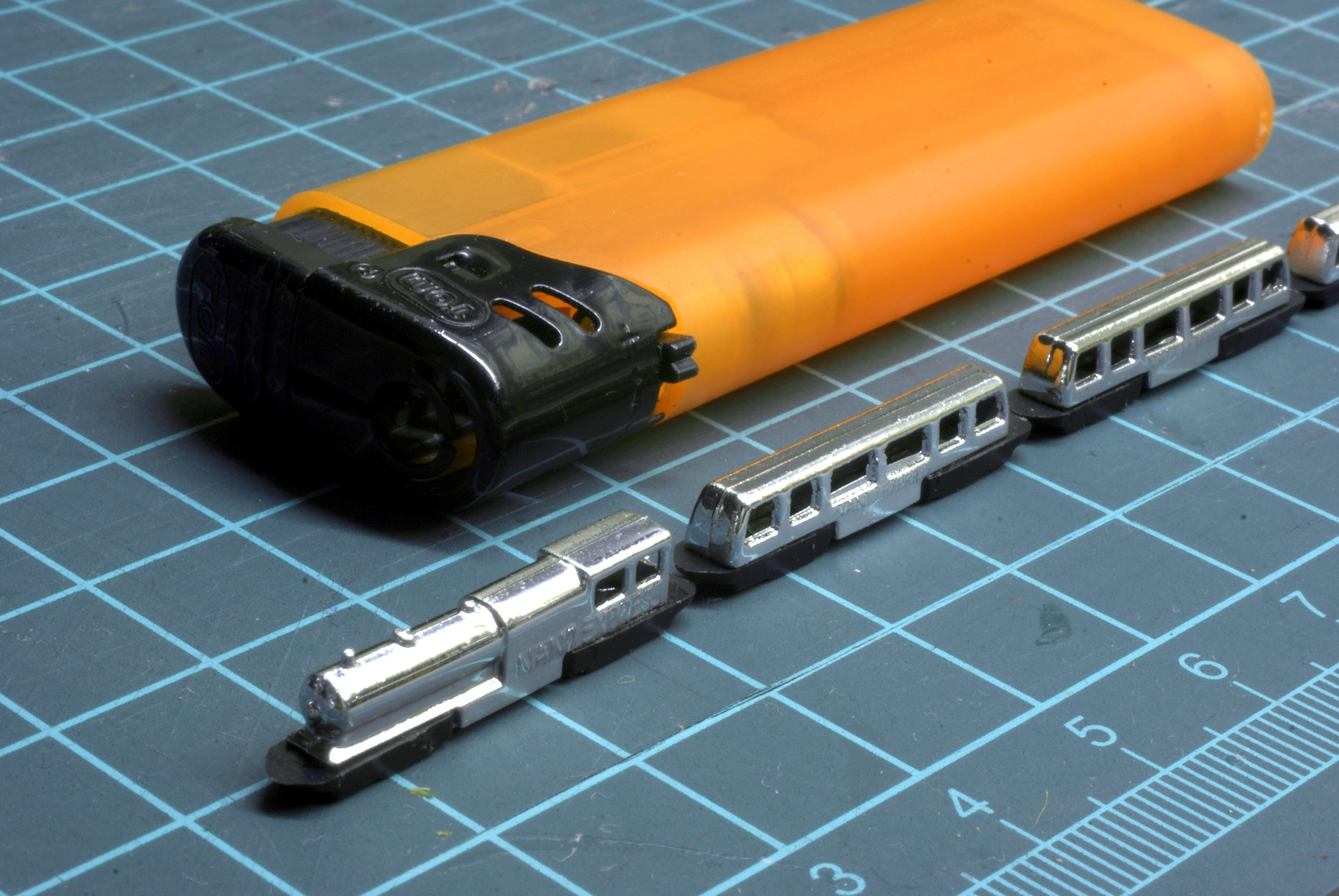
Nano Train von IDL im Vergleich zu einem 8 cm langen Feuerzeug
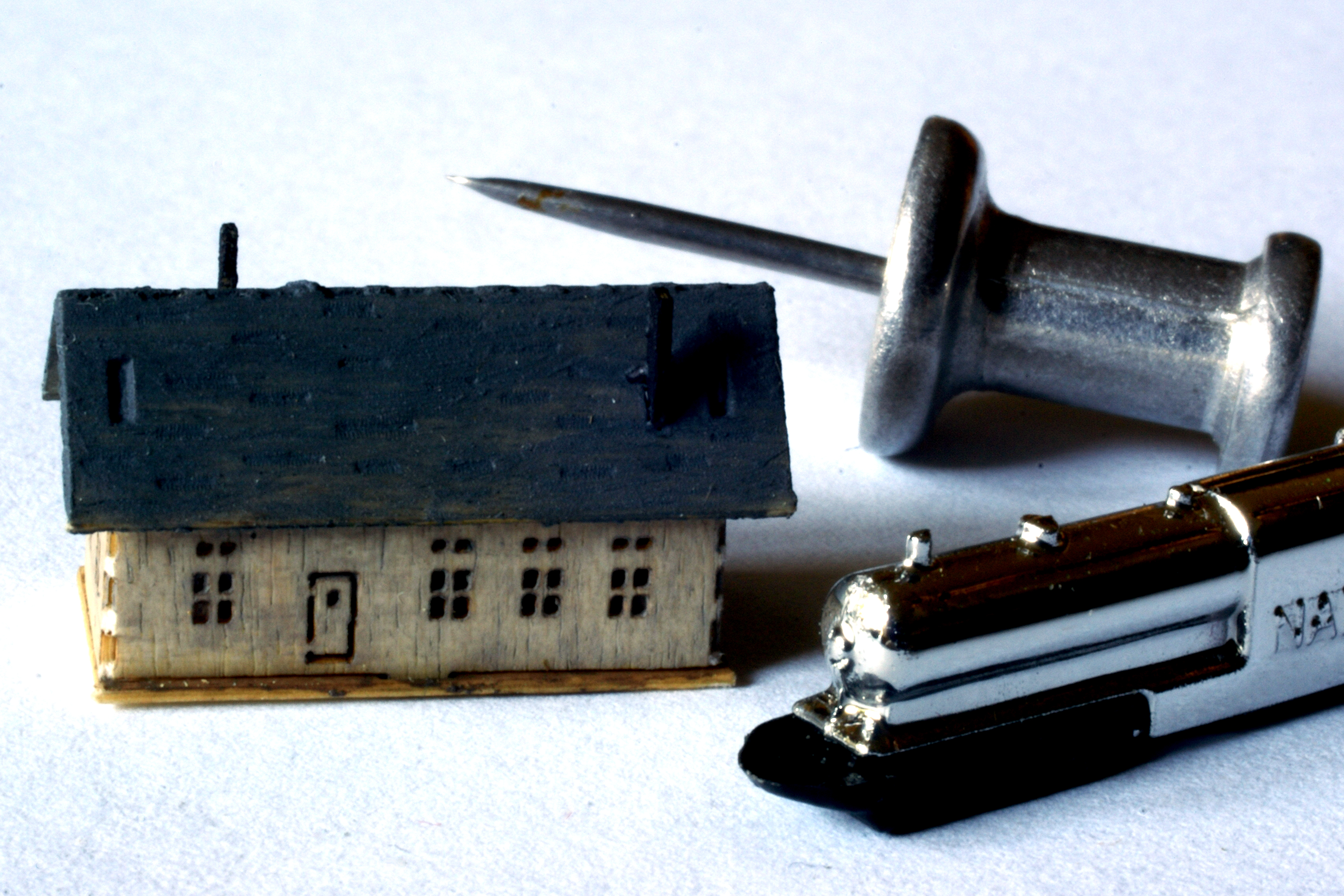
Lok mit Haus von VA-Holzkunst im Vergleich zu einer Pin-Nadel